# Länder der ungarischen Krone

Mittleres Wappen der Länder der heiligen Stephanskrone: in der Mitte das ungarische Wappen; außen (im Uhrzeigersinn) die Wappen Kroatiens, Siebenbürgens, von Fiume, Bosniens und der Herzegowina, Slawoniens und Dalmatiens (1915).

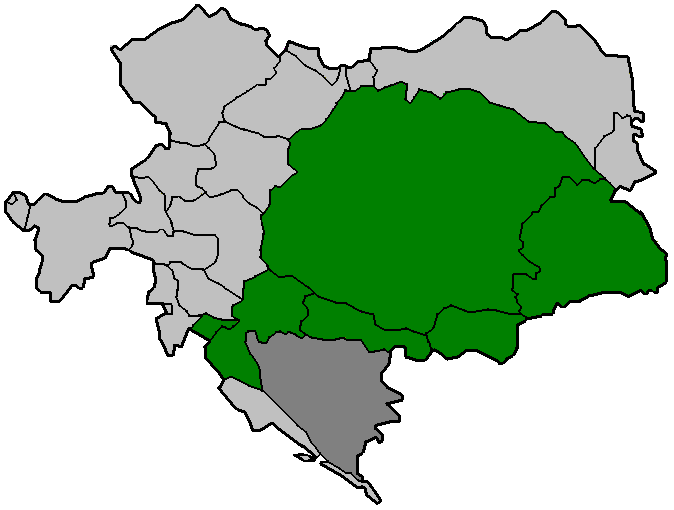
Länder der ungarischen Krone innerhalb Österreich-Ungarns

Karte der Leitha mit der Abgrenzung von Cis- und Transleithanien (farbig) sowie den heutigen Grenzen (schwarz)

Die Länder der Heiligen Ungarischen Stephanskrone (ungarisch Szent István Koronájának Országai, A Magyar Szent Korona Országai, kroatisch Zemlje krune Svetog Stjepana, slowakisch Krajiny Svätoštefanskej koruny), das Königreich Ungarn mit seinen Nebenländern, wurden nach 1867 in der neu eingerichteten Doppelmonarchie Österreich-Ungarn inoffiziell ungarische Reichshälfte, von Beamten und Juristen (aus österreichischer Sicht) auch Transleithanien (lateinisch „Land jenseits der Leitha“) genannt. Diese Länder bildeten den südöstlichen Teil der Habsburgermonarchie und hatten Budapest als königliche Hauptstadt.
Bis 1849 hatte es die Länder der heiligen Stephanskrone gegeben. Das waren die Länder, die seit dem Mittelalter zum ungarischen Königreich gehört hatten. Diese Länder umfassten im Laufe der Geschichte das gegenwärtige Ungarn, die heutige Slowakei, die Karpatenukraine, das Banat, die heute serbische Vojvodina und das heute österreichische Burgenland, ebenso Siebenbürgen (im nordwestlichen Teil des heutigen Rumänien), winzige Teile des heutigen Polen, das damalige Königreich Kroatien-Slawonien sowie Fiume, das heute kroatische Rijeka. Im Gegensatz zu den meisten anderen Teilen der Habsburgermonarchie lagen diese Länder alle außerhalb des bis 1806 bestehenden Heiligen Römischen Reichs.

## Übersicht
Als Heilige Krone wurde die Stephanskrone bezeichnet, die alte Staatsinsignie des Königs zu Budapest, die auf den später heiliggesprochenen König Stephan I. zurückgeht. Sie steht bis heute als Staatssymbol für die wechselvolle Geschichte Ungarns.
Das Gebiet der Ungarischen Tiefebene wurde ab etwa 900 durch die Magyaren erobert; Großfürst Árpád begründete die Dynastie der Árpáden. Der Árpáde Stephan, der Heilige, errichtete ein ungarisches Königtum und trat zum Christentum über. Der ungarische Landtag bestand größtenteils aus magyarischen Adeligen und hatte das Recht, den König zu wählen. Auch ein vereinigter Landtag des Königreichs Slawonien und des Königreichs Kroatien hatte dieses Recht, unabhängig von der Auswahl Ungarns.
1102 entstand eine Personalunion Ungarns mit dem Königreich Kroatien. Mitte des 13. Jahrhunderts folgte der Mongolensturm, dann Personalunion mit Polen unter den Häusern Anjou und den Jagiellonen, Herrschaft der Luxemburger, jagiellonische Personalunion mit Böhmen, und Eroberung durch die Osmanen (Türkenkriege). Hierbei fiel Ludwig II. (Lajos II.), und 1526 wurde der Habsburger Erzherzog Ferdinand von Österreich zum König in Ungarn gekrönt, der Großteil des ungarischen Adels hatte aber Johann Zápolya zum König berufen. Nach einem Bürgerkrieg folgten 150 Jahre der Dreiteilung der ungarischen Länder in das habsburgische Königreich, eine Provinz Ungarn des Osmanischen Reiches und Siebenbürgen als Vasallenstaat der Osmanen.
1687, während des Großen Türkischen Kriegs, erklärte der ungarische Landtag die Stephanskrone für erblich. Als Gegenleistung mussten die Habsburger dem ungarischen Adel erhebliche Konzessionen machen: Der Landtag musste regelmäßig einberufen werden, Ungarn durfte sich teilweise selbst regieren und die Adeligen wurden von der Steuerpflicht befreit. Dadurch erhielt Ungarn einen besonderen Rang innerhalb der Habsburgermonarchie, den es bis 1867 zumeist bewahren konnte. Nach dem Kuruzenaufstand 1703–1711 wurde mit der Pragmatischen Sanktion von 1713 der habsburgische Erbanspruch an Ungarn endgültig anerkannt, wenn auch mit formeller Wahl und eigener Krönung mit der Stephanskrone.
Bis zum Ende der Türkenkriege im Frieden von Belgrad 1739 wurde das historische ungarische Königreich zur Gänze zurückerobert und im Süden zum dauernden Schutz des Landes die Militärgrenze eingerichtet (diese wurde erst 1881 endgültig aufgelöst und teils in Ungarn, teils Kroatien-Slawonien integriert). 1745 wurde das Dreieinige Königreich Dalmatien, Kroatien und Slawonien – Teile Kroatiens waren nie von den Osmanen erobert worden – wieder errichtet, aber 1777 als eigenständiges Königreich Illyrien aus den Ländern der ungarischen Krone ausgegliedert.
Mit den Teilungen Polens 1772 und 1795 kam Galizien im Nordosten an Habsburg, wurde aber nicht dem ungarischen Reichsteil zugeordnet, ebenso die 1774 den Osmanen abgenommene Bukowina. Von der Zeit Maria Theresias über die Ausrufung des Kaisertums Österreich 1804 und die Napoleonische Kriege hinweg blieb die staatliche Definition Ungarns fast unverändert; zwischen Wien und dem magyarischen Adel gab es in dieser Zeit ein weitgehend ruhiges Verhältnis. 1818 wurde Illyrien wieder aufgelöst und das Königreich Kroatien und Slawonien als Kronland wieder den Ländern der ungarischen Krone zugeordnet. 1849 wurde das Kronland Serbische Wojwodina auf Ungarn und Kroatien-Slawonien aufgeteilt.

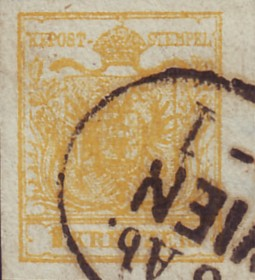
Briefmarke zu einem Kreuzer aus der ersten österreichischen Briefmarkenserie von 1850–1858

In den Revolutionsjahren 1848/1849 wollte ein beträchtlicher Teil des ungarischen Adels aus der Habsburgerherrschaft ausbrechen, was die Habsburger mit russischer Hilfe verhinderten. Darauf folgten Jahre der passiven Resistenz in Ungarn, bis der durch seinen Konflikt mit Preußen und Italien 1866 geschwächte Kaiser von Österreich sich gezwungen sah, Ungarn 1867 im österreichisch-ungarischen Ausgleich ganz wesentliche Zugeständnisse zu machen: die Umwandlung des einheitlichen Kaisertums Österreich in die Doppelmonarchie Österreich-Ungarn. Damit gelangte Ungarn 1867–1918 zu voller innerer Selbstständigkeit als Staat.
Seit damals sprach man von den zwei Teilen der Doppelmonarchie, die man nun in Österreich Reichshälften nannte; in Ungarn wurden mit Reich beginnende Begriffe nach Möglichkeit vermieden. Beamte und Juristen prägten (aus österreichischer Sicht) die Begriffe Cisleithanien und Transleithanien. Das 1878 okkupierte und 1908 annektierte Territorium Bosnien und Herzegowina gehörte zu keinem der beiden Staaten. Nach der formellen Vereinigung Siebenbürgens mit Ungarn 1867 – in den Jahren 1848/1849 war sie schon einmal proklamiert worden – umfassten die Länder der ungarischen Krone das Königreich Ungarn, das Königreich Kroatien-Slawonien und die Freie Stadt Fiume.
Am 28. Oktober 1918 wurde in Prag die tschechoslowakische Republik ausgerufen, die Anspruch auf das slowakisch besiedelte „Oberungarn“ erhob. Am 29. Oktober 1918 verkündete das kroatische Parlament das Ende der Union mit Ungarn und erklärte Kroatien zum Teil des neuen Staates der Serben, Kroaten und Slowenen (später in Königreich Jugoslawien umbenannt). Siebenbürgen schloss sich an Rumänien an. Am 31. Oktober löste Ungarn die letzten staatsrechtlichen Bindungen an Österreich, womit Österreich-Ungarn zu bestehen aufhörte.

## Karten

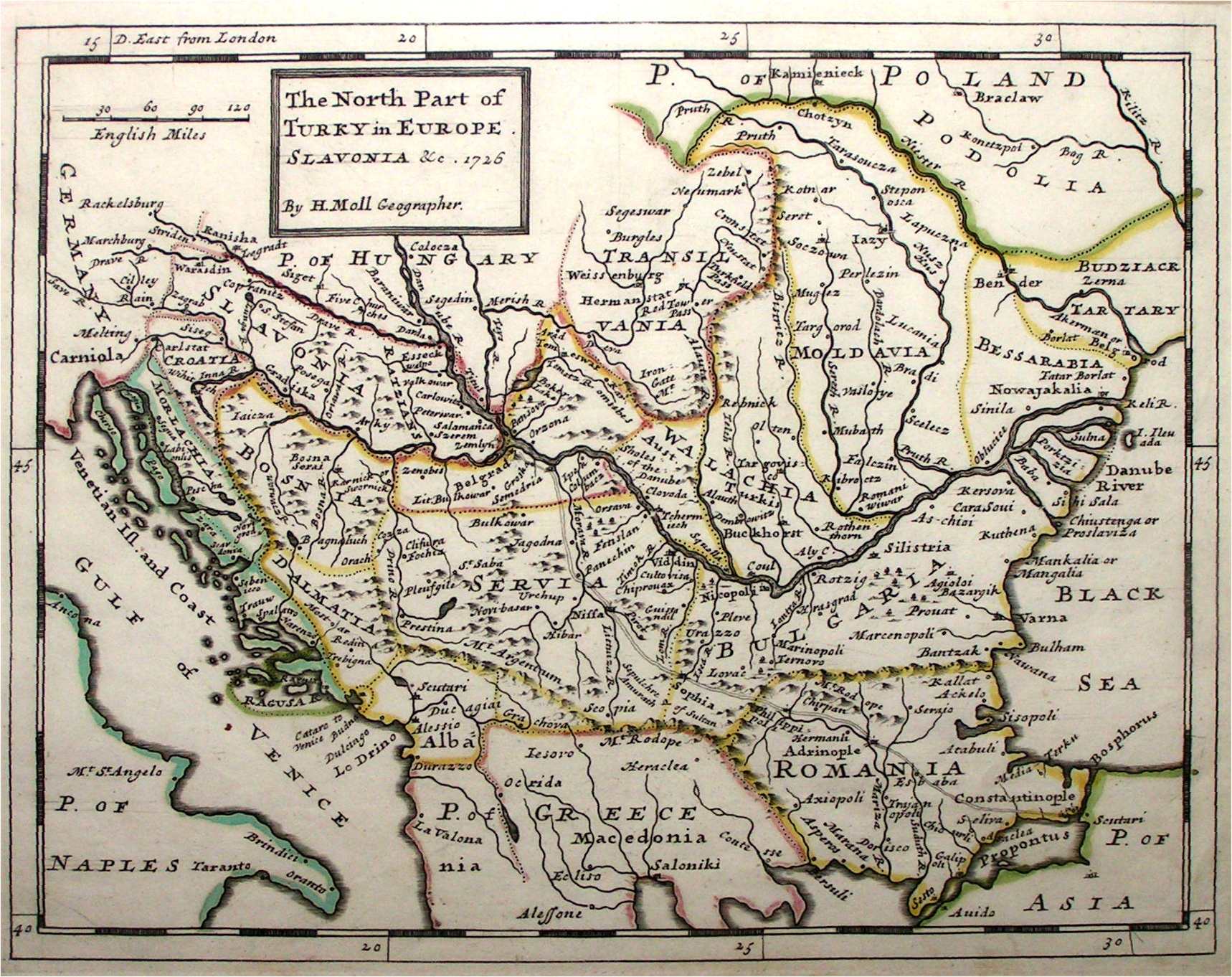
Kroatische Länder (Dalmatien, Slawonien und (Kern)kroatien) sind auf der linken Seite dieser englischen Karte aus 1726 deutlich erkennbar
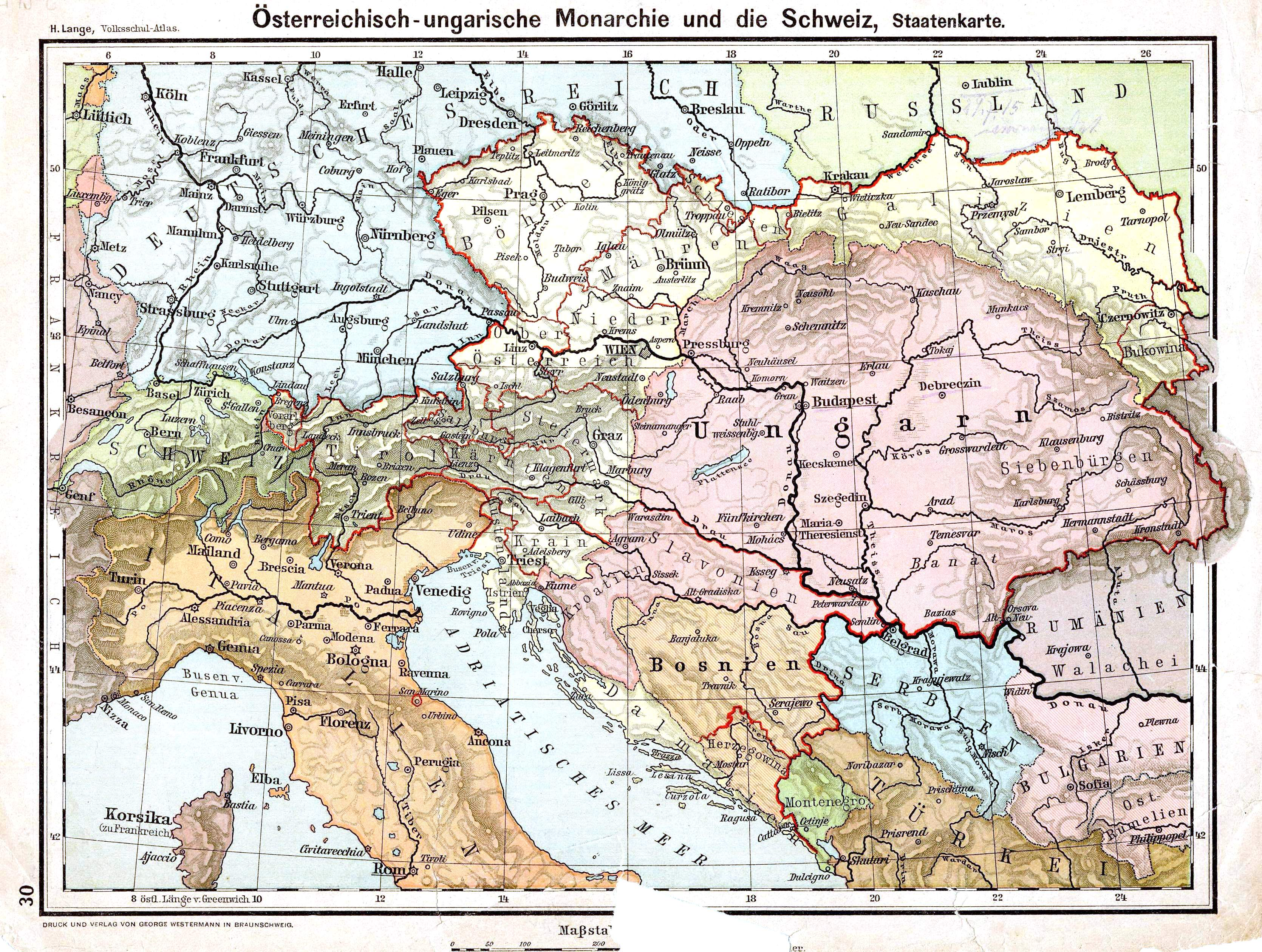
Österreich-Ungarn mit Cisleithanien (gelb), Transleithanien (rosa) und Bosnien-Herzegowina (orange), D. H. Lange: Volksschul-Atlas. 1899
Österreich-Ungarn im 20. Jahrhundert – Ungarische Krone: 16. Kgr. Ungarn, 17. Kgr. Kroatien und Slawonien (Kronland)

## Liste
| Lage | Land                                            | Hauptstadt                                          | Ethnien                                                      | Religion                                                                                           | Anmerkungen | Wappen |
| ---- | ----------------------------------------------- | --------------------------------------------------- | ------------------------------------------------------------ | -------------------------------------------------------------------------------------------------- | --- | ------ |
|      | Königreich Ungarn                               | Pressburg Buda (deutsch damals: Ofen, ab 1784)      | Ungarn, Slowaken, Serben, Deutsche, Ruthenen, Rumänen        | römisch-katholisch, griechisch-katholisch, calvinistisch                                           | 1526–1541 aufgeteilt zwischen Ferdinand I. und Johann Zápolya. 1541–1699 teilweise vom Osmanischen Reich besetzt. |        |
|      | Königreich Slawonien                            | Osijek                                              | Kroaten, Serben                                              | römisch-katholisch, griechisch-orthodox                                                            | 1526–1699 größtenteils vom Osmanischen Reich besetzt, 1849 mit Kroatien zum Kronland Kroatien und Slawonien vereinigt. |        |
|      | Königreich Kroatien                             | Agram                                               | Kroaten, Serben                                              | römisch-katholisch, griechisch-orthodox                                                            | 1097–1918 zumeist Personalunion, seit 1867 auch Realunion mit dem Königreich Ungarn, 1849 mit Slawonien zum Kronland Kroatien und Slawonien vereinigt. |        |
|      | Königreich Kroatien und Slawonien               | Agram                                               | Kroaten, Serben                                              | römisch-katholisch, griechisch-orthodox                                                            | 1849 durch Vereinigung der Königreiche Kroatien und Slawonien entstanden. |        |
|      | Stadt Fiume mit Gebiet (Rijeka)                 | Fiume                                               | Italiener, Kroaten, Ungarn                                   | | 1465 von der Habsburgermonarchie gekauft, 1526 zu den ungarischen Ländern, lange von Graz (Innerösterreich) aus verwaltet, 1779 Corpus separatum, 1809–1815 beim französischen Königreich Italien, 1815 zu Österreich, 1867 Freistadt der ungarischen Krone, später Komitat |        |
|      | (Groß-)Fürstentum Siebenbürgen (Transsylvanien) | Kolozsvár (Klausenburg), Nagy-Szeben (Hermannstadt) | Rumänen, Szekler (Magyaren), Siebenbürger Sachsen (Deutsche) | rumänisch-orthodox, rumänisch-griechisch-katholisch, Lutheraner, calvinistisch, römisch-katholisch | 1687 erobert. Bis 1711 unter eigenem Fürsten. 1765 zum Großfürstentum erhoben, 1867 Teil Ungarns. |        |
|      | Banat                                           | Temesvar                                            | Rumänen, Ungarn, Deutsche, Serben                            | römisch-katholisch, serbisch-orthodox, rumänisch-griechisch-katholisch                             | 1526–1718 vom Osmanischen Reich besetzt. 1718 eigenes Kronland, 1779 Teil Ungarns. |        |
|      | Woiwodschaft Serbien und Temeser Banat          |                                                     | Serben, Rumänen, Deutsche, Ungarn                            | serbisch-orthodox, rumänisch-griechisch-katholisch                                                 | Wojwodina und Banat, 1849 durch Abtrennung aus Ungarn und Gebiete der serbischen Militärgrenze, 1849 eigenes Kronland, 1860 zwischen Ungarn und Kroatien-Slawonien aufgeteilt.                                                                                              |        |